# STORM (LUNA SEAの曲)
「STORM」（ストーム）は、LUNA SEAの9枚目のシングル。1998年4月15日発売。

## 概要
- 初回限定盤はオリジナルプラケース入り。約1年にわたる活動休止期間からの再開第1弾シングル。
- 72万枚を売り上げ、LUNA SEAのシングルでは最大のセールスを記録している。

## 収録曲
全作詞･作曲･編曲:LUNA SEA
1. STORM
J原曲。NHKの音楽番組『ポップジャム』1998年4月度テーマソングに起用された。ちなみに、前年にRYUICHI(河村隆一)がソロ名義で発表した『BEAT』も『ポップジャム』1997年7月度のテーマ曲として使用されており、RYUICHIはソロ・グループの両名義で当番組のテーマ曲を担当することとなった。
2. この世界の果てで
INORAN原曲。音源化されたLUNA SEAの楽曲では初めてタイトルが日本語のみで構成されており、終幕前では唯一であった。

## 収録アルバム
- STORM
  - SHINE
  - NEVER SOLD OUT
  - PERIOD 〜THE BEST SELECTION〜
  - LUNA SEA COMPLETE BEST
  - LUNA SEA 3D IN LOS ANGELES
  - LUNA SEA COMPLETE BEST -ASIA LIMITED EDITION-
- この世界の果てで
  - another side of SINGLES II

## 他のアーティストによるカバー
| 曲名  | 発売日         | アーティスト       | 収録作品                                                                    | 備考 |
| ----- | -------------- | ------------------ | --------------------------------------------------------------------------- | ---- |
| STORM | 2007年12月19日 | 玉置成実           | トリビュート・アルバム『LUNA SEA MEMORIAL COVER ALBUM -Re:birth-』          |      |
| STORM | 2011年1月26日  | 少女-ロリヰタ-23区 | カバーコンピレーションアルバム『CRUSH! -90's V-Rock best hit cover songs-』 |      |